# Trei strigăte pe Bistrița
Trei strigăte pe Bistrița este un film românesc din 1962 regizat de Mirel Ilieșiu.